# 杰克逊 (南卡罗来纳州)
杰克逊（英文：Jackson），是美国南卡罗来纳州下属的一座城市。城市类型是“Town”。其面积大约为3.55平方英里（9.18平方公里）。根据2010年美国人口普查，该市有人口1,700人，人口密度约为每平方 英里479.41人（约合每平方公里185.11人）。